# Obodrité
Obodrité, Abodrité, Obodriti nebo Bodrci (latinsky Obotriti, německy Abodriten, polsky Obodrzyci) byl kmenový svaz Polabských Slovanů (Wendů), který v raném středověku osídlil severozápadní Polabí na území mezi řekou Labe a Baltským mořem, zhruba v oblasti dnešního Meklenburska. Obodrité, stejně jako sousední Lutici, se bránili christianizaci a podporovali vlastní pohanské kulty. Nejznámější a nejvýznamnější byl patrně Provův posvátný háj ve Stargardu (pozdější Oldenburg v Holštýnsku) ve Vagrii, kde se mimo jiné konaly soudy.
Kmenový svaz Obodritů zahrnoval slovanské kmeny Rarogů (vlastních Obodritů), Vagrů, Polabanů, Gliňanů, Varnonů, Drevanů, Smolenců, Bytenců a Fembranů. Sídelními městy Obodritů byly Lubica, Viligard a Zvěřín.

## Historie

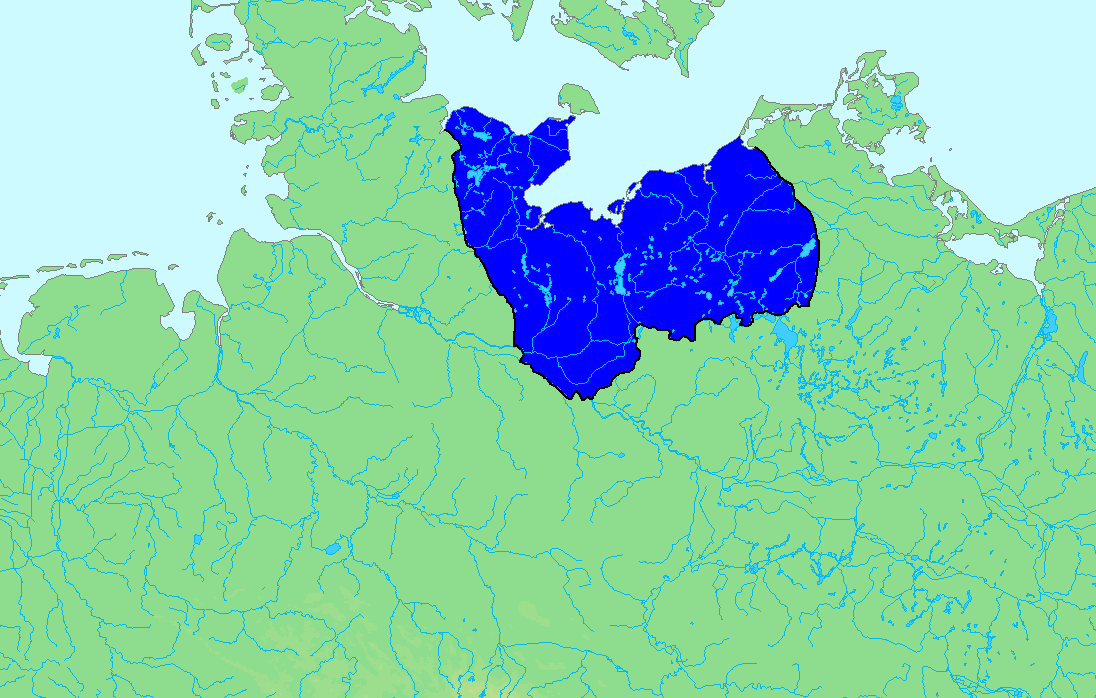
Původní slovanské území Obodritů

Kmenový svaz se zformoval někdy na konci 8. století, kdy je historicky doložen jeho první kníže Vlčan. Paradoxně se pohanští Slované stali spojenci Franků ve válkách proti Sasku (772–804), což jim přineslo zisk v podobě Nordalbingie. V letech 808–1200 úspěšně vedli války s Dánskem. V roce 1147 čelili vojskům druhé křížové výpravy složené zejména z Dánů, Sasů a Poláků (a také Čechů) pod vedením papežského legáta Anselma z Havelbergu. Křižáci plenili slovanské území a nutili pohany přijmout křesťanství. Takto se jim podařilo přimět i knížata Niklota a Pribislava k přijetí nové víry. Křižáci během svého tažení došli až do Pomořanska. V dalších pokusech o pokřesťanštění Obodritů se pokoušeli němečtí misionáři a biskup Vicelinus. Samostatnost obodritského kmenového svazu skončila roku 1167, kdy obodritský kníže Pribislav přijal svoji zemi od saského vévody Jindřicha Lva jako léno; knížecí dynastie si tak ve formě germanizovaných (velko)vévodů meklenburských uchovala vládu až do roku 1918. Obodrité byli pohlceni germánskou asimilací. Poslední zbytky obodritského jazyka (Drevanů) se dochovaly do 18. století na tzv. lüneburském vřesovišti.

## Seznam vládců

### Obodritská knížata
- Vlčan (Wiltzan), († 795)
- Dražko († 809)
- Slavomír († 821), do 817 sám, poté spolu s Čedragem
- Čedrag, syn Dražka – po smrti Čedraga
byla zem rozdělena mezi několik knížat:
- Gostimysl († 844) – jeho synem by měl být první český poustevník svatý Ivan
- Dabomysl (žil 862)
- Stojgněv († 955)
- Nakon, bratr Stojgněva
- Mstivoj (pokřtěný Billung), do 995
- Mstislav (Mečislav), syn Mstivoje, od 995
- Pribigněv (pokřtěný Udo), († 1031), syn Mstistava, od 1018
- Ratibor († 1043), bratr Pribigněva
- Gotšalk († 1066), syn Pribigněva, od 1047
- Krut († 1105), syn Grima, od 1068
- Jindřich († 1127)
- Svatopluk († 1129), syn Jindřicha
- Knut Lavard, princ dánský († 1131) – smrtí Zvenka, syna Svatopluka, vymřel rod Gotšalka a v zemi dočasně vládl dánský princ,
- Pribislav († před 1156), kníže obodritský, spoluvládce Niklota

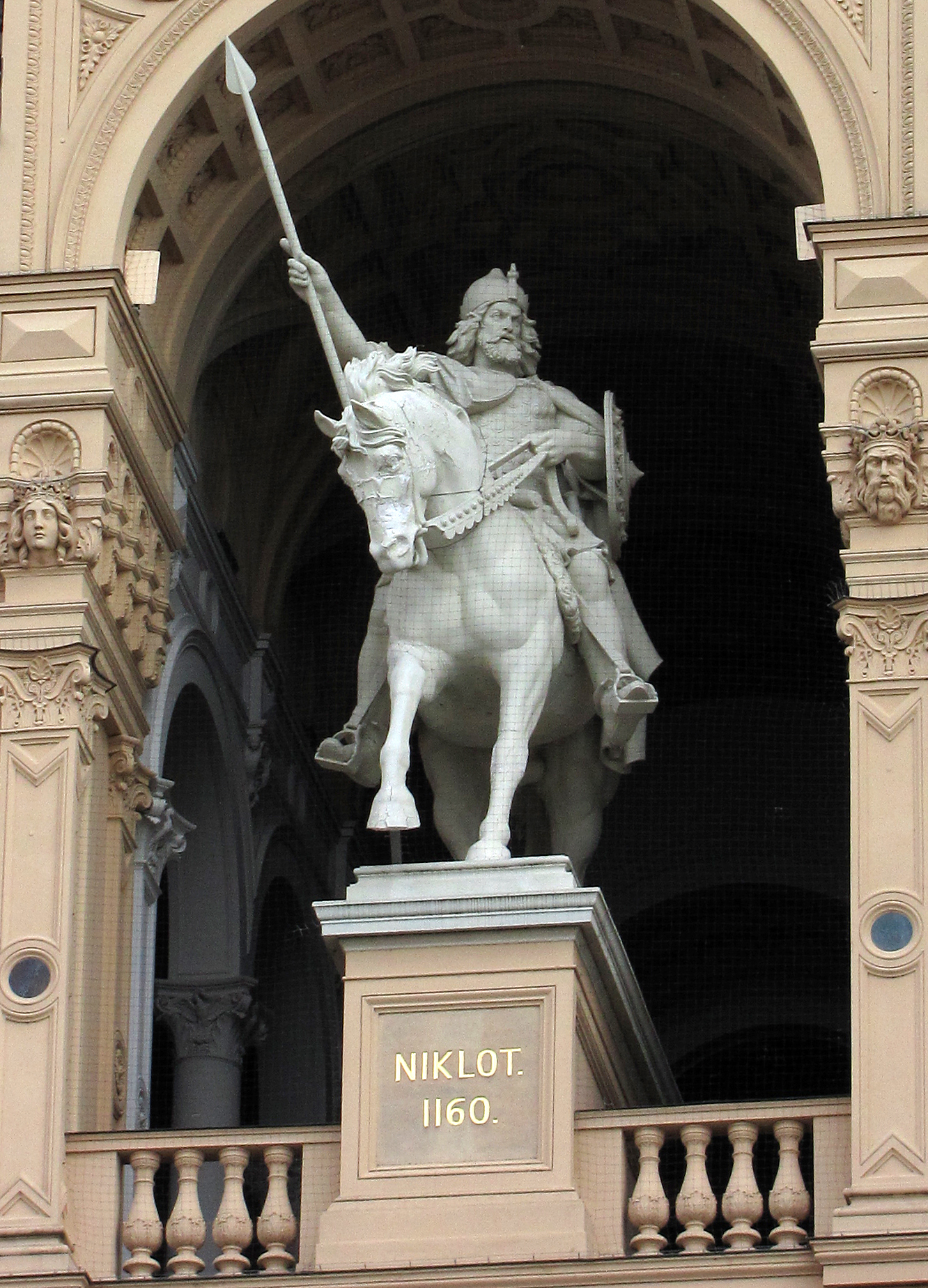
Niklot (obodritský kníže 1090–1160), socha ve Zvěříně

- Niklot († 1160), kníže obodritský – rod dále pokračoval jako Niklotovci (čím dál častěji známí jako Meklenburští[1]) ve vládě nad původními bodrckými územími.

### Meklenburská knížata a vévodové
- Pribislav († 1178), poslední kníže obodritský a první kníže meklenburský, leník Jindřicha Lva, zakladatel dynastie Meklenburků
  - Jindřich Borvin I. († 1227), kníže meklenburský
    - Jindřich Borvin II. († 1236), kníže meklenburský
      - Jan I., kníže meklenburský (1237–1264)
        - Jindřich I., kníže meklenburský (1264–1302), m. Anastasie Pomořanská
          - Jindřich II. Lev, kníže meklenburský (1287–1329)
            - Albert I. († 1379), od r. 1329 kníže, od r. 1348 vévoda meklenburský, m. Euphemie Švédská, vnučka krále Magnuse I.
              - Jindřich I., vévoda meklenburský (1379–1383)
                - Albert III., vévoda meklenburský (1383–1388)

              - Albert II., král švédský (1363–1389), vévoda meklenburský (1388–1412)
                - Albert IV., vévoda meklenburský (1412–1423)
                - Kateřina, m. vévoda Jan Zhořelecký (†1396), syn císaře Karla IV.

              - Magnus, († 1384)
                - Jan, († 1422) (potomci žijí dodnes)

            - Jan I. († 1392), vévoda meklenbursko-stargardský

      - Niklot (Mikuláš I.) († 1277), kníže ve Werle (větev vymřela 1436)
      - Jindřich Borvin III. († 1277), kníže v Rostocku (větev vymřela 1314)
      - Pribislav II. (†1257), kníže v Perchimu (větev vymřela 1315/16(?))
- Vartislav († 1164)
  - Niklot

## Galerie

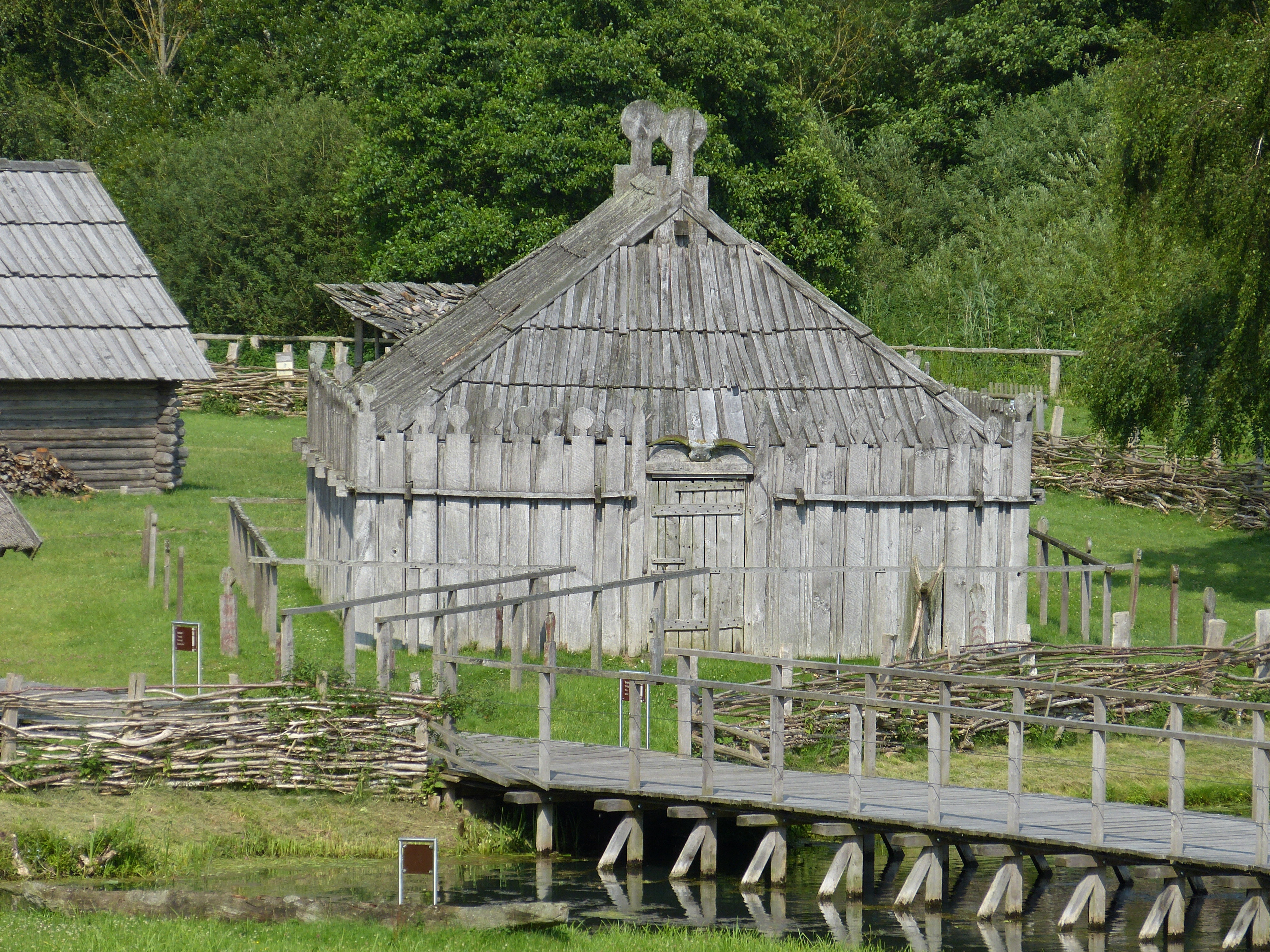
Rekonstrukce pohanského chrámu v Groß Raden, Meklenbursko
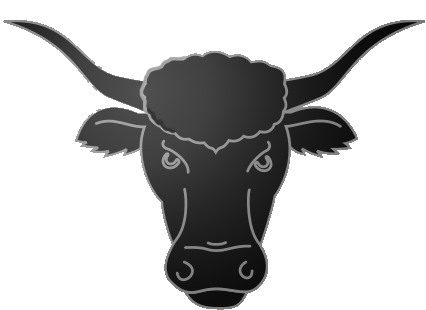
hlava černého tura, častý knížecí znak u Obodritů i Luticů
znak Niklotovců, posl. knížat obodritského svazu, za Pribislava nahrazen hlavou tura
znak Meklenburků s typickou hlavou tura, knížectví uznáno lénem Saska a zváno Meklenburskem